# Adisura delicia
Adisura delicia là một loài bướm đêm trong họ Noctuidae.